# Liu Zhurun
Liu Zhurun (en chino tradicional, 劉祝潤; en chino simplificado, 刘祝润; pinyin, Liú Zhùrùn; Fuyang, Anhui, 6 de octubre de 2001) es un futbolista chino que juega en la demarcación de delantero para el Dalian Yingbo de la Superliga de China.

## Selección nacional
Hizo su debut con la selección absoluta de China el 20 de julio de 2022 contra Corea del Sur en un partido del Campeonato de Fútbol de Asia Oriental de 2022 que finalizó con un resultado de 0-3 a favor del combinado surcoreano tras los goles de Cho Gue-sung, Kwon Chang-hoon y un autogol de Zhu Chenjie.

## Clubes
| Club                   | País  | Año       | Partidos | Goles |
| ---------------------- | ----- | --------- | -------- | ----- |
| Shanghái Port          | China | 2020-2025 | 50       | 8     |
| Dalian Yingbo (cedido) | China | 2025-     | 2        | 0     |

## Palmarés

### Títulos nacionales
| Título             | Club          | País  | Año  |
| ------------------ | ------------- | ----- | ---- |
| Superliga de China | Shanghái Port | China | 2023 |
| Superliga de China | Shanghái Port | China | 2024 |
| Copa de China      | Shanghái Port | China | 2024 |